# Difenilmetano diisocianato
Il difenilmetano diisocianato meglio noto come MDI è un diisocianato aromatico. Ne esistono tre isomeri: 2,2'-MDI, 2,4'-MDI e 4,4'-MDI. Quest'ultimo è il più importante per l'utilizzo industriale ed è anche conosciuto come MDI puro. L'MDI viene fatto reagire con dei polioli per produrre il poliuretano.

## Sintesi
Sono necessarie sei operazioni per la sintesi del 4,4'-MDI:
- Nitrazione: reazione del benzene con acido nitrico in presenza di catalizzatore per formare il nitrobenzene.
- Idrogenazione: reazione del nitrobenzene con idrogeno su catalizzatore per formare anilina.
- Condensazione anilina/formaldeide: reazione dell'anilina con la formaldeide su catalizzatore per formare metilendianilina (MDA) anche conosciuta come diamminodifenilmetano (DADPM).
- Fosgenazione: reazione della MDA/DADPM con fosgene per formare una miscela di MDI.
- Separazione: distillazione della miscela di MDI per formare MDI polimerico e una miscela di isomeri dell'MDI che ha un basso contenuto nell'isomero 2,4'-MDI.
- Purificazione: frazionamento della miscela di isomeri in 4,4'-MDI e una miscela con alto contenuto nell'isomero 2,4'-MDI.

## Reattività
La posizione del gruppo isocianato influenza la sua reattività. Il 4,4'-MDI è una molecola simmetrica e quindi ha due gruppi con uguale reattività, mentre il 2,4'-MDI è asimmetrico e i due gruppi hanno reattività differente: il gruppo in posizione 4 è circa quattro volte più reattivo del gruppo in posizione 2.

## Produzione
Tra i maggiori produttori sono inclusi Wanhua Group, Covestro, Dow, Huntsman, BASF, Repsol, Shell Chemicals, and Tosoh. La produzione mondiale di MDI e MDI polimerico è di oltre 7 milioni di tonnellate l'anno. La distribuzione di MDI monomerico avviene in fusti metallici conservati a temperature inferiori a 5 °C (in genere comprese tra 0 °C e 5 °C) o liquido in autocisterne dedicate termostatate ad una temperatura di circa 42 ± 2 °C.

## Usi
L'MDI viene utilizzato quasi esclusivamente per la fabbricazione dei poliuretani, che trovano impiego ad esempio nei cruscotti delle automobili, come isolanti termici, adesivi e nelle fibre elastiche.

## Sicurezza
L'MDI è il meno pericoloso dei vari diisocianati perché ha una bassa tensione di vapore (0,0001 hPa a 45 °C) che lo rende facilmente manipolabile nonostante abbia un Threshold Limit Value di 5 ppb.